# Additiver Funktor
Additiver Funktor ist ein Begriff aus dem mathematischen Teilgebiet der Kategorientheorie. Es handelt sich dabei um Funktoren zwischen präadditiven Kategorien, die Gruppenhomomorphismen zwischen den Morphismengruppen definieren.

## Definition
Es seien {\displaystyle {\mathfrak {C}}} und {\displaystyle {\mathfrak {D}}} präadditive Kategorien.
Ein Funktor {\displaystyle F:{\mathfrak {C}}\rightarrow {\mathfrak {D}}} heißt additiv, falls die Abbildungen {\displaystyle \mathrm {Mor} _{\mathfrak {C}}(X,Y)\rightarrow \mathrm {Mor} _{\mathfrak {D}}(FX,FY);\,f\mapsto Ff} für je zwei Objekte {\displaystyle X} und {\displaystyle Y} aus {\displaystyle {\mathfrak {C}}} Gruppenhomomorphismen sind.
Häufig betrachtet man additive Funktoren auf additiven oder abelschen Kategorien, da diese auf solchen Kategorien weitere Eigenschaften haben. Die meisten natürlich auftretenden Funktoren zwischen präadditiven Kategorien sind additiv.

## Charakterisierung
Für Funktoren zwischen abelschen Kategorien hat man folgende Charakterisierung: Ein Funktor {\displaystyle F:{\mathfrak {A}}\rightarrow {\mathfrak {B}}} ist genau dann additiv, wenn {\displaystyle F(A_{1}\oplus A_{2})=F(A_{1})\oplus F(A_{2})} für alle Objekte {\displaystyle A_{1},A_{2}} aus {\displaystyle {\mathfrak {A}}}, wobei die Gleichheit folgendes bedeuten soll: Ist {\displaystyle (\iota _{j}:A_{j}\rightarrow A_{1}\oplus A_{2})_{j=1,2}} eine direkte Summe, so auch {\displaystyle (F\iota _{j}:FA_{j}\rightarrow F(A_{1}\oplus A_{2}))_{j=1,2}}.

## Beispiele
- Die Hom-Funktoren {\displaystyle \mathrm {Hom} _{R}(A,-)} von der Kategorie {\displaystyle {\mathfrak {M}}_{R}} der {\displaystyle R}-Moduln über einem Ring {\displaystyle R} in die Kategorie {\displaystyle {\mathfrak {Ab}}} der abelschen Gruppen, {\displaystyle A} ein fester {\displaystyle R}-Modul, ist additiv.  Das Gleiche gilt für die Funktoren {\displaystyle \mathrm {Hom} _{R}(-,A):{\mathfrak {M}}_{R}\rightarrow {\mathfrak {Ab}}}
- Die Tensorfunktoren {\displaystyle (A\otimes _{R}-):{\mathfrak {M}}_{R}\rightarrow {\mathfrak {Ab}}} sind additiv, ebenso {\displaystyle (-\otimes _{R}A):{\mathfrak {M}}_{R}\rightarrow {\mathfrak {Ab}}}
- Halbexakte Funktoren sind additiv.[2]
- Der Funktor {\displaystyle F:{\mathfrak {M}}_{R}\rightarrow {\mathfrak {M}}_{R}} mit {\displaystyle FA=A\oplus R} für jeden Modul {\displaystyle A} und {\displaystyle Ff=f\oplus \mathrm {id} _{R}}  für jeden Morphismus {\displaystyle f} ist nicht additiv.

## Eigenschaften
Additive Funktoren zwischen abelschen Kategorien haben folgende Eigenschaften:
- Additive Funktoren überführen Nullobjekte in Nullobjekte.[3]
- Additive Funktoren überführen endliche direkte Summen in direkte Summen.[4]
- Ist {\displaystyle 0\rightarrow A\rightarrow A^{'}\rightarrow A^{''}\rightarrow 0} eine kurze exakte Sequenz und {\displaystyle F} ein additiver Funktor, so hat man eine lange exakte Sequenz

{\displaystyle \ldots \rightarrow L_{n}FA\rightarrow L_{n}FA^{'}\rightarrow L_{n}FA^{''}\rightarrow \ldots \rightarrow L_{0}FA\rightarrow L_{0}FA^{'}\rightarrow L_{0}FA^{''}\rightarrow 0},
wobei {\displaystyle L_{n}} für die {\displaystyle n}-te Linksableitung stehe. Insbesondere ist die 0-te Linksableitung eines additiven Funktors rechtsexakt.
- Ist {\displaystyle F{\xrightarrow {\rho }}F^{'}{\xrightarrow {\sigma }}F^{''}} eine Folge additiver Funktoren und natürlicher Transformationen {\displaystyle \rho } und {\displaystyle \sigma } und ist für jeden projektiven Modul {\displaystyle P} die Sequenz

{\displaystyle 0\rightarrow FP{\xrightarrow {\rho ^{P}}}F^{'}P{\xrightarrow {\sigma ^{P}}}F^{''}P\rightarrow 0}
exakt, so hat man für beliebige Moduln {\displaystyle A} eine lange exakte Sequenz
{\displaystyle \ldots \rightarrow L_{n}FA\rightarrow L_{n}F^{'}A\rightarrow L_{n}F^{''}A\rightarrow \ldots \rightarrow L_{0}FA\rightarrow L_{0}F^{'}A\rightarrow L_{0}F^{''}A\rightarrow 0}.